# Joaquim José Coelho de Carvalho
Joaquim José Coelho de Carvalho (Tavira, 14 de Junho de 1855 - Ferragudo, 18 de Julho de 1934) foi um escritor, professor e diplomata português. 

## Biografia
Formado na Universidade de Coimbra, da qual foi reitor em 1919, foi também Presidente da Academia das Ciências, exerceu as funções de Cônsul de Portugal em Xangai e em Huelva entre 1919 e 1922 e neste período realizou uma série de estudos de história da arte e de história política onde confrontou as culturas estrangeiras e a cultura portuguesa. Veio a falecer com 79 anos, no ano de 1934, em Ferragudo, no concelho de Lagoa.

## Vida e obra
Em Ervas, uma coletânea de textos líricos e lírico-dramáticos que é integrada no volume Versos que recolhe também O Cântico dos Cânticos predomina não só uma certa sensibilidade e naturalidade estética, mas também uma hesitante denúncia da miséria social envolta numa idealização sentimental e num cuidado religioso. Em certos poemas, o próprio faz a oposição cristianismo versus natureza, em que é notável o caráter religioso e a importância da religião na poética de Joaquim Carvalho.
Coelho de Carvalho é inspirado por Cesário Verde na sua composição de Ervas, um tipo de poesia afim dos textos paradigmáticos do amigo, tal é evidente na construção de poemas narrativo-descritivos, nomeadamente em A Merenda e na abertura e fecho de Impressões, por sua vez dedicada a Eça de Queirós. Demonstrando novamente a sua afinidade com Cesário, Joaquim Carvalho exprime uma repulsa pela cidade e uma clara influência impressionista.
No século XX, o reitor da Universidade de Coimbra evidencia-se como dramaturgo e como tradutor de obras estrangeiras de autores como Ésquilo, Shakespeare e Moliére. As suas peças de teatro eram controvérsas, pois retratavam acontecimentos que na época não eram bem aceites pela sociedade fechada e conservadora em Portugal, temos como exemplo: Casamento de Conveniência, contra o casamento tradicional e a favor do divórcio; O Filho Doutor, uma clara crítica ao ensino coimbrão; Infelicidade Legal, de novo contra o casamento tradicional e a favor do amor livre e, por fim, A Ponte, um drama acerca do conflito de classes. 
O teatro do escritor exalta-se através do protesto social, da promoção cultural e da autenticidade ética, para além disto também demonstra um espírito anticlerical (contrário ao demonstrado na sua obra poética), imensa emoção e ênfase verbal. O seu modelo de escrita dramática foi calorosamente elogiado pelo crítico de teatro Joaquim Madureira e por João de Barros, o escritor mais representativo do neo-romantismo vitalista e jacobino do primeiro quartel do século XX. Daí Coelho de Carvalho também ter sido influenciado por esta corrente, no opúsculo (folheto sobre artes e ciência) O Vitalismo da Arte (Carta ao poeta Augusto Gil) publicado em 1905 .